# الهوية مزدوجة الثقافة
يشير مصطلح الهوية مزدوجة الثقافة إلى اجتماع ثقافتين في فرد ما. ويمكن أن يعرًف المصطلح بالازدواج الثقافي، الذي يعني اجتماع ثفافتين مختلفتين في دولة أو منطقة واحدة. تشمل الثقافة في معناها العام سمات السلوك والاعتقاد الخاصة بفئة اجتماعية أو عرقية أو عمرية معينة. ولكل ثقافة آثار ثقافية تشمل السلوكيات والأعراف المشتركة التي يتعلمها الأفراد من محيطهم. ويبرز تأثير الثقافة في التأثر الكبير لشخصية الفرد بالقواعد البايولوجية والاجتماعية التي يتعرض لها. ومن نماذج الآثار الثقافية أيضاً، اتفاق بعض المجتمعات على لباس محدد أو التصرف بطريقة معينة.
وفي سياق الهوية مزدوجة الثقافة، قد يواجه الفرد صراعاً للاندماج في الثقافتين أو صعوبة لإيجاد توازن بينهما. وربما يواجه تحديات في استيعاب الثقافة على نحو شامل والاندماج فيها. وقد يصعب عليه أن يجد التوازن في هويته الخاصة في ظل تأثير كلتا الثقافتين عليه. يمكن أن يسبب تعدد الهوية أزمات نفسية وعاطفية. ويختلف تحديد مستويات الازدواجية الثقافية تبعاً لقدرة الأشخاص على إدارة هويتهم المزدوجة في وقت واحد. فكلما زاد تبديل الهوية الثقافية زادت تحديات التعقيد المعرفي للشخص نظراً لتجنبه ازدواج الهوية ورفضه التعامل مع الثقافتين في الوقت نفسه. إن اندماج الهوية هو السبيل التي تمكن هؤلاء من التغلب على هذه المشكلة وتعينهم على تخفيف تبعات تعدد الهوية. تحمل الهوية مزدوجة الثقافة بين طياتها آثاراً إيجابية على الفرد المتصف بها؛ إذ تسهم في اكتساب المعرفة بفضل الإنتماء إلى أكثر من ثقافة واحدة، كما أن الأعداد المتنامية للأقليات العرقية في المجتمع الأمريكي أسهم في رفع القدرة اللغوية للأفراد المنتمين لأكثر من ثقافة.

## الازدواج الثقافي والشخصية
تؤثر الثقافة في شخصية الفرد فيحدث أن يتصرف الفرد تبعاً للمعرفة التي يكتسبها من ثقافة ما أو عدة ثقافات. وتنشأ المشكلات عند عدم تقارب المثل العليا بين ثقافتين، مما يدفع إلى إطلاق التعميمات عن الشخصية. تصيغ الثقافتين الشخصية وبالتالي لا ينبغي أن يكون التعميم متحيزاً لثقافة واحدة. تؤثر الثقافة أيضاً في التغيرات الهرمونية للأفراد وتفاعلهم مع العنف ومدى اهتمامهم بالقيم العائلية. فمثلاً تحث الثقافة الإسبانية على رعاية الغلمان لإخوانهم الأصغر سناً أو تربيتهم، بينما تحصر معايير الثقافة الأمريكية تربية الأطفال إلى الوالدين وحدهما. ومن الأمثلة الأخرى على اختلاف الثقافات هي النزعة الدينية وممارسة الشعائر الدينية أو أحداهما. غالباً ما تتشابه بعض الثقافات -ونستثني منها الثقافة الأمريكية- مع أديان معينة وهي في تناغم مع اعتقاداتها الدينية.

## قياس الهوية مزدوجة الثقافة

### دمج الهوية مزدوجة الثقافة
يعد مفهوم دمج الهوية مزدوجة الثقافة (BII) من المفاهيم المستخدمة لقياس الهوية مزدوجة الثقافة. وهو مفهوم حديث نسبياً طرح عام 2002 م فتناوله كل من بينيت مارتنيز وليو وليي ومورس بالبحث والاهتمام . يحلل مفهوم BII كيف يتلقى الفرد مزدوج الثقافة هوياته الثقافية وما إذا كانت هذه الثقافات المزدوجة في تناغم أو تضاد. ويسعى إلى تحديد العناصر الخمسة المهمة لشخصية الفرد ومنها الجوانب الاجتماعية والعاطفية والجوانب الفاعلية. ويسعى BII إلى معرفة ما إذا كان الفرد في صراع وتنافر مع ثقافتيه، وبالتالي يساعد في تحديد مدى كفائته في الازدواج الثقافي.
فالأفراد مزدوجي الثقافة ذوي المستوى المتدني على مقياس BII يواجهون صعوبات في احتواء كلتا الثقافتين ويميلون لرؤية الاختلاف الشاسع بينهما. أما الأفراد مزدوجي الثقافة من المستوى المرتفع على مؤشر BII فيرون أن هوياتهم جزء متمم للثقافتين وأنهم أنفسهم يشكلون ثقافة ثالثة بدمجها عناصر من الثقافتين. ووفقاً لمرغريت مييد، عالمة الانثروبولوجيا الثقافية، يتصرف الأفراد بطريقة متوازنة عندما تكون السياقات الثقافية مفهومة لهم. وقد أراد الباحثون فحص مدى ارتباط هذه الاختلافات بالعوامل المختلفة فكانت النتائج متعمقة. يتصل دمج الهوية مزدوجة الثقافة BII بالتحويرات النفسية والإجتماعية التي يتبناها الأفراد مزدوجي الثقافة. إذ وجد أن الأفراد ذوي المستوى المتدني بمفهوم BII كفائتهم اللغوية الثنائية متدنية كما أنهم أكثر عرضة للقلق والاكتئاب وأكثر عصبية وأقل انفتاحاً من نظرائهم ذوي المستوى المرتفع. وما يزيد على ذلك أن مزدوجي الثقافة من ذوي المستوى المتدني بالنسبة لدمج الهوية مزدوجة الثقافة BII ليسوا متقلبين كالحرباء. فهم يرفضون تحويل البنية ويميلون نحو التصرف بطرق غير متسقة مع البديهيات الثقافية. فمثلاً عند مشاركة فرد صيني-أمريكي متدني المستوى على مقياس BII في سياق ثقافي أمريكي، يتصرف هذا بطريق تعكس الثقافة الصينية بالمقارنة مع نظرائهم ذوي المستوى الأعلى الذين ستنعكس الثقافة الأمريكية في سلوكهم. على أية حال يمكن تقليل شدة صراع الهوية؛ فدمج دمج الهوية مزدوجة الثقافة كغيرها من السمات الشخصية يمكن تطويعها للعوامل السياقية. ويمكن رفع مستوى BII عبر جعل الأفراد مزدوجي الثقافة يتذكرون مواقف إيجابية للتبادل عبر الثقافات أو كما تقترح دراسة أخرى، عبر صنع تداخل ثقافي عالي المستوى. ويمكن الاستفادة من هذه النتائج في مساعدة المهاجرين في الاندماج في بيئاتهم الجديدة.

## الهوية مزدوجة الثقافة واللغة
تمثل اللغة جانباً جوهرياً لأي ثقافة. إذ يمكن للأفراد حفظ جوانب مهمة لثقافتهم عبر صون لغة هذه الثقافة. إن اللغة مهمة لأنها الشكل المنطوق للطريقة التي يتفاعل بها الناس مع بعضهم في المجتمع. تعزز اللغة الروابط بين الناس الذين تجمعهم لغة مشتركة، مما يشحع الترابط الثقافي. وبالحفاظ على اللغة بين ثنايا ثقافتي الفرد، يحافظ الفرد على اندماجه في كل ثقافة. غير أن هذا قد يتسبب في صعوبة اندماج الثقافتين إذا كانت لكل ثقافة لغة مختلفة غير متصلة مع الثقافة الأخرى حيث يمكن أن تمنع اللغة الآخرين من فهم تلك الثقافة.

### تحويل البنية الثقافية
اشتهر مفهوم تحويل البنية الثقافية (CFS) أو الوعي المزدوج بعدما ذكر وليام إدوارد بورغاردت دو بويز كيف يحول الأفراد البنى أو الأنظمة الثقافية تبعاً لبيئاتهم. إن وجود نظراء ثقافة معينة يمكن أن يستنبط قيماً ثقافية معينة. يمكن استخدام مفهوم CFS لوصف تحويل الاستخدامات اللغوية المختلفة وفقاً للسياق. ويمكن ملاحظة هذا باستجابة ثنائيو اللغة للمواقف باختيار اللغة الأنسب للسياق المعروض. وقد ثبت أن اللغة تؤثر في عملية تفكير الأفراد؛ لأنها تحفز القيم الثقافية والمواقف والذاكرة وبالتالي تؤثر في السلوك. وهكذا، فللغة تأثير قوي في الطريقة التي يستجيب بها الأفراد للتغيير.

## وجهات نظر ثقافية

### الثقافة الأمريكية الأفريقية
تُعرَف الثقافة الأمريكية الأفريقية أيضًا باسم الثقافة السوداء في الولايات المتحدة ، والهوية الثقافة الأمريكية الأفريقية ترجع إلى عمق التجربة التاريخية للشعب الأمريكي ذو الأصل الأفريقي. وتمتد جذور هذه الثقافة في إفريقيا ، وهي مزيج من ثقافات إفريقيا جنوب الصحراء والثقافة الساحلية. ونظرًا لجوانب الثقافة الأمريكية الأفريقية التي أبرزتها فترة العبودية ،تتسم الثقافة الأمريكية الأفريقية بالديناميكية. ففي طيات الثقافة الأمريكية الأفريقية، أدت الاختلافات العرقية أو الجسدية إلى القتل الجماعي والعنف ضد الجماعات العرقية. وقد تؤثر هذه الأحداث على تصور الفرد لثقافته الأمريكية الأفريقية. ففي أمريكا ، تعتبر الاختلافات بين الأبيض والأسود أكبر التصنيفات الاجتماعية بسبب تأثير التاريخ الأمريكي إلى حد كبير. تأسست الولايات المتحدة على مبدأ "كل الناس سواسية" ومع ذلك فالعبودية مازالت موجودة. وهذا ما سبب المعضلة الأمريكية . يواجه الأمريكيون من أصل أفريقي صعوبة في استيعاب ثقافتهم الأمريكية الأفريقية والثقافة الأمريكية.، نظرًا للأسباب التاريخية، و القوالب النمطية التي غالباً ما تشاع عنهم.

### الثقافة الآسيوية
الآسيويون هم الأفراد الذين تمتد أصولهم إلى الشرق الأقصى و جنوب شرق آسيا و شبه القارة الهندية استناداً إلى تقارير مكتب الإحصاء الأمريكي . يشكل الآسيويون نسبة 4.8٪ من سكان الولايات المتحدة. وهم يتمتعون بأعلى مستوى تحصيل تعليمي وأعلى متوسط دخل أسري بالمقارنة مع الديموغرافيات العرقية الأخرى في الولايات المتحدة، كما يحصلون أعلى متوسط دخل شخصي بشكل عام وفق تقارير عام 2008 م .ولهذا، غالبًا ما تُصَور الثقافة الآسيوية على أنها الثقافة الأكثر تشابهًا مع الثقافة الأمريكية. يتواصل الآسيويون في الأغلب بطريقة غير لفظية و / أو غير مباشرة ، ولا تغلب الجرأة أو الصراحة في أطباعهم بالمقارنة مع الثقافات الأخرى. إن نمط الحياة الآسيوية جماعي أو شمولي، وبالتالي فتفسيرهم للعالم يختلف اختلافاً منهجياً عن الثقافة الأمريكية من حيث نمط التفكير وأسلوب الحياة. وهو ماقد يصعب على الآسيويين في الولايات المتحدة الاندماج بسهولةمع الثقافة الأمريكية. 

### الثقافة الإسبانية
تمتد أصول ذوي الأصول الأسبانية واللاتينية إلى بلدان أمريكا اللاتينية وشبه الجزيرة الأيبيرية الضامة كل من إسبانيا والبرتغال . إن ذوي الأصول الأسبانية متنوعون عرقياً . وغالبًا ما يميل المنحدرون من أصل إسباني إلى التركيز على الدين والقيم العائلية وعلى أهمية التواصل بين الأجيال. قد يؤدي هذا صعوبة في الاندماج مع الثقافة الأمريكية، فعادة ما يحرص المجتمع الإسباني على مساعدة الأسرة والنجاح العائلي بدلاً من نجاح الفرد فقط وهذا الأخير هو الأكثر شيوعاً في الثقافة الأمريكية. وبالمثل، قد يواجه ذوي الأصول الأسبانية صعوبة في الارتباط بالثقافة الأمريكية بسبب ثقافة اللغة، حيث يتحدث معظم ذوي الأصول الأسبانية اللغة الإسبانية. وتنال القدرة على التحدث باللغة الإسبانية حظوة في الثقافة الإسبانية، فكثيراً ما تستخدم خلال التجمعات الاجتماعية وبين الأسرة الممتدة. تعد اللغة الإسبانية جزءًا مهمًا من الثقافة الإسبانية، ونظراً للاختلافات العرقية الهائلة بين ذوي الأصول الأسبانية، فإن الطريقة التي يتم التحدث بها باللغة الإسبانية داخل المجموعات العرقية المختلفة غالبًا ما تكون مختلفة. وهذا الاختلاف يصعب الاندماج ليس في الثقافة الأمريكية بل مع الأعراق الإسبانية المختلفة في المجتمعات ذات الأصول الأسبانية.

### الثقافة الأوروبية
تختلف ثقافة الأوروبية في الولايات المتحدة عن الثقافة الأمريكية. فمثلاُ تختلف الثقافة الأيرلندية عن الثقافة الأمريكية.

## تجربة المهاجرين
يجد المهاجرون صعوبة في استيعاب ثقافتيهم. فهم بحاجة للتصالح مع ثقافات البلد المضيف لهم وثقافتهم الأم السائدة في المنطقة التي نشأوا بها. يندمج المهاجرون ثقافياً عبر عملية من التكييف والدمج. وعادة ما يتأثر المهاجرون بالقيم السائدة التي اكتسبوها من ثقافتهم الأصل. ويواجه المهاجرون متاعب خطيرة جراء التغرب عن ديارهم وفي بعض الأحيان لا يتمكن هؤلاء من الانتماء لأي ثقافة أبداً. فيلاقي المهاجرون العديد من الضغوط التي قد ترفع خطورة تعاطي المخدرات والضغوطات النفسية الأخرى. يشمل تطوير الهوية الثقافية المزدوجة دمج ثقافتين معاً وتعليم المهاجرين حسن تبني هذه الثقافتين. ويزداد احتمال تعرض المهاجرين وأطفالهم للإيذاء ومعاناة الفقر وازدياد حاجتهم للرعاية اللازمة من الحكومة. وقد يعاني آباء المهاجرين لإيجاد الإستقرار في حياتهم الجديدة فيكونون مشغولين في تلبية متطلبات لا تمد بصلة في المجتمع وبالتالي لا تمد بصلة في عملية تعليم الأطفال.
وتسبب العوائق اللغوية أيضاً مشقة في التواصل مع السكان المحليين للثقافة غير السائدة للمهاجرين. وقد لا يتكيف المهاجرون كلياً في البيئة الجديدة بسبب العوائق اللغوية التي تمنعهم من إجراء أبسط المحادثات. إن التثاقف هو العملية التي يتبنى خلالها الفرد المزدوج الثقافة أو المهاجر القواعد الاجتماعية في المجتمع السائد. وقد تتسع الفجوة الثقافية بين آباء المهاجرين وأبنائهم نظراً لسهولة تكيف اليافعين للثقافة الجديدة. كما تتأزم العلاقات العائلية جرَاء هذه المشكلة. وقد يأنس أطفال المهاجرين بالثقافة الجديدة السائدة لكنهم مع ذلك يحافظون على ثقافة والديهم لينالوا رضاهم. تسهم عوائل المهاجرين وذوي الثقافة الثنائية بدور إيجابي أيضاً. فلها حس عالي من التفاني في سبيل العائلة والحلم بحياة أفضل. وهذا يعطي العائلة في المقابل هدفاً وغاية ويحسن التواصل بين الأسرة ويعزز وحدتها. يمكن أن تدعم أعراف السكان الأصليين كالعطل والانتماء الديني العائلة وتجمع شمل أفرادها.

## الإندماج

### التفاعل الاجتماعي والمهني
يواجه الأفراد مزدوجي الثقافة صراعاً سببه تهديدات الصورة النمطية. فبعضهم يخطئ الناس في معرفتهم أو الحكم عليهم، مما تغير هذه النظرات سلوكهم في مواقف معينة. ففي تجربة قياسية مثلاً، لا يؤدي الطلاب الأمريكيون من أصل أفريقي أداء حسناً في اختبار معين نتيجة للتوقعات الشائعة بشأن سوء أدائهم الدراسي. إن تهديدات الصور النمطية خطرة لدرجة أن تأثيرها قد يصل إلى مناحي عديدة في الحياة، كبيئة العمل. وخطر الصور النمطية يصعب على الأفراد الإندماج مع زملائهم عند شعورهم بالإنتقاد أو الضغط تجاه أداء أمور معينة خصوصاً إذا كانت الأدوار الثقافية لثقافتيهما في صراع مع بعضهما. وإن تأثير هذه المواقف في الفرد مشروط بنجاحه في تحقيق استراتيجيات التثاقف.
يعتمد اندماج الفرد مزدوج الثقافة في مكان العمل على هيكل الفريق الذي يعمل فيه الفرد. فقد يكون الفريق متجانساً أو متنوع ثقافياً أو فريق تتخلله مشاكل ثقافية متخفية. يحتمل أن يندمج الفرد المزدوج الثقافة مع الفريق، بما يمتلكه من مهارات لتشكيل اتصال ثقافي مع الفرق المتجانسة أو المغايرة عبر تجاوز الحواجز الثقافية.

### المرونة العائلية والاندماج
يواجه المربون معضلة مع أطفالهم الذين لديهم هوية مزدوجة الثقافة؛ فهم يرغبون في زرع الفخر في نفوس أطفالهم، ولكن لابد أن يجهزوهم لما سيواجهونه من تحيز دون إشعارهم بالدونية للجماعات الثقافية الأخرى. فمثلاً، ينبغي أن يدمج الوالدن الأمريكيون من أصول أفريقية أطفالهم في المجتمع بطريقة تجهزهم لمواجهة التمييز، ولكن تغرس الحفاظ على ثقافتهم الأصلية والفخر بالإنتماء لها. تصعب هذه المعضلة على الأفراد الشعور بالارتياح ضمن الجماعات الاجتماعية وقد تقلل تواصل الأفراد بالثقافات المتنوعة  قد يتبنى بعض الأفراد نظرة متعددة الثقافة ويشعرون بالثقة بالنفس بالوجود مع أصناف عديدة من الناس. بينما يواجه آخرون المشكلات لدى وجودهم في هذه المواقف فيبقون مع جماعتهم الثقافية.

## الحياة الأكاديمية والمواقف تجاه التعليم
قد تسبب تهديدات الصور النمطية نفور الأفراد ذوي الهوية المزدوجة الثقافة من الحياة الأكاديمية. فقد يفقد الفرد الحماس في المكان العلمي جراء التوقعات السلبية الملقاة على عاتقهم. وقد يتبنى الفرد موقفاُ سلبياً يعيق تقدمه الأكاديمي فيتبنى موقفاُ سلبياً من الحياة الأكاديمية إذا كان يشعر أنه لن يحسن الأداء في الحياة الأكاديمية بسبب القيود الاجتماعية الملقاة على ثقافته الخاصة. ورغم أن هذه المشكلة قد تثبط البعض، أجريت بعض الإختبارات لدمج الثقافة ضمن الاختبارات القياسية.
ويفترض نظام ابتكرته جين ميرسر أنه لابد أن تؤخذ الثقافة بنظر الاعتبار عند استحصال نتائج الإختبارات، كما يشدد النظام على إجراء المقارنات بين الجماعات الثقافية نفسها لا بين الجماعات الثقافية باختلافها. وقد طبق هذا النظام في اختبارات الذكاء والقدرات بهدف الحد من القلق الذي قد ينشأ من سوء أداء الأقليات بالمقارنة مع نظرائهم.